# (9032) Tanakami
(9032) Tanakami est un astéroïde de la ceinture principale.

## Description
(9032) Tanakami est un astéroïde de la ceinture principale. Il fut découvert le 23 novembre 1989 à Geisei par Tsutomu Seki. Il présente une orbite caractérisée par un demi-grand axe de 2,29 UA, une excentricité de 0,10 et une inclinaison de 5,1° par rapport à l'écliptique.

## Compléments